# Nathanael Gottfried Leske

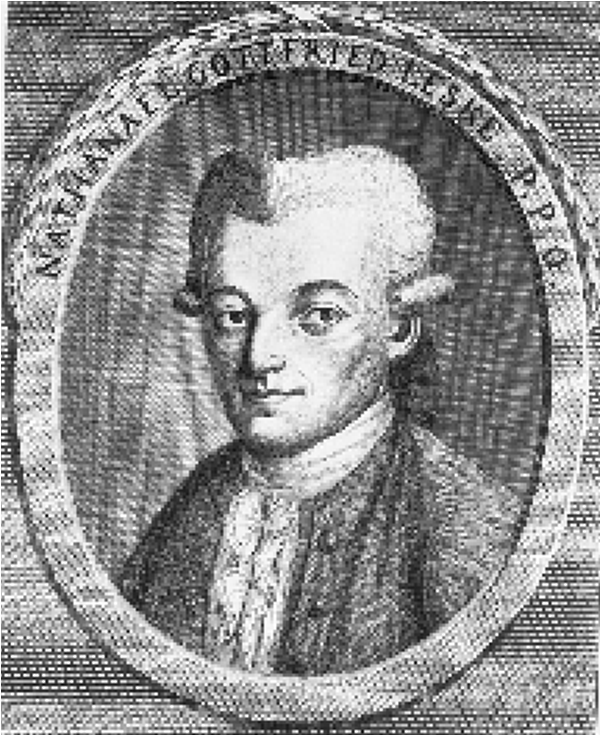
Nathanael Gottfried Leske

Nathanael Gottfried Leske (obersorbisch Nathanael Bohuměr Leska; * 22. Oktober 1751 in Muskau; † 25. November 1786 in Marburg) war ein deutscher Naturforscher, Kameralist und Geologe sorbischer Herkunft.

## Leben
Leske wurde als Sohn des Muskauer sorbischen Pfarrers Bohuměr Leska geboren und wuchs in Muskau und ab 1757 in Königswartha auf. Von 1761 bis 1765 besuchte er das Gymnasium in Budissin (heute Bautzen). Nach seinem Studium an der Bergakademie Freiberg und den Franckeschen Stiftungen in Halle (Saale) erhielt Leske 1775 zunächst eine außerordentliche Professur für Naturgeschichte an der Universität Leipzig. Von 1777 bis 1786 lehrte er Kameralistik an dieser Universität. 1779 wurde er zum korrespondierenden Mitglied der Göttinger Akademie der Wissenschaften gewählt. Er unternahm zahlreiche Forschungsreisen durch die Oberlausitz. In seinen Berichten beschrieb er oft ausführlich die landwirtschaftlichen Verhältnisse. 1786 erhielt er den Lehrstuhl für Finanzwissenschaft und Ökonomie an der Philipps-Universität Marburg, konnte jedoch sein Amt dort nicht mehr antreten. Auf der Anreise nach Marburg verunglückte er und starb kurz darauf.
Leske verband mit seinem Lehrer Abraham Gottlob Werner ein sehr freundschaftliches Verhältnis und stand mit ihm in reger Korrespondenz, ebenso mit Johann Wolfgang von Goethe. Außerdem war er eng mit dem Landwirtschaftsreformer Johann Christian Schubart befreundet und ermunterte diesen zu zahlreichen landwirtschaftlichen Abhandlungen. Leske besaß eine umfangreiche Mineraliensammlung, die nach seinem Tode von Dietrich Ludwig Gustav Karsten geordnet und später nach Dublin verkauft wurde.
Nathanael Gottfried Leske war mit Eleonora Sophia Maria Leske, geborene Müller (* 1757) verheiratet. Sein Sohn war Carl Wilhelm Leske.
Er begründete die Klasse Echinoidea LESKE 1778 in der zoologischen Systematik.
Das Mineralogische Museum der Philipps-Universität Marburg geht teilweise auf Leske zurück.

## Schriften
- Johann Baptist Bohadsch: Beschreibung einiger minderbekannter Seethiere, und ihren Eigenschaften. Aus dem Lateinischen und mit Anmerkungen vermehrt, von Nathanael Gottfried Leske. Walther, Dresden 1776.
- Addimenta ad Iacobi Theodori Klein naturalem dispositionem Echinodermatum. xxii + 278 S., 54 Taf., G.E. Beer, Leipzig 1778.[3]
- Hrsg.: Abhandlungen zur Naturgeschichte, Chemie, Anatomie, Medicin und Physik, aus den Schriften des Instituts der Künste und Wissenschaften zu Bologna. J. W. Halle, J. S. Halle, Brandenburg 1781 und 1782. Universität Rostock, Universität Rostock
- Anfangsgründe der Naturgeschichte. Verlag Crusius Leipzig 1779; 2. verb. u. verm. Ausgabe mit 12 Kupfertafeln ebd. 1784.MDZ
- Reise durch Sachsen in Rücksicht der Naturgeschichte und Oekonomie. Verlag Müller Leipzig 1785. MDZ